# Podul feroviar Bender–Tiraspol
Podul feroviar Bender–Tiraspol este un pod feroviar peste Nistru din Republica Moldova. Acesta face legătura feroviară între localitățile Bender (Tighina) și Tiraspol, deservind ruta feroviară dintre Odesa și Iași, prin Chișinău.
De la construcția sa în 1871 și până în prezent, podul a fost distrus și refăcut de mai multe ori, ca și consecință a distrugerilor provocate de conflictele militare din prima jumătate a secolului XX.

## Istoric
În 1869 căile ferate ruse ajunseseră deja la Tiraspol și în 1871 la Chișinău, completând ruta care urma să ajungă prin Ungheni, la Iași, de la Odesa.

### Primul pod
Lucrarea de artă a fost finalizată în luna ianuarie 1871. A fost similară podului de la Cosmești, cu o cale ferată dublă la nivelul superior și o cale rutieră la cel inferior. Structura sa era formată din 3 travee centrale de 86 m deschidere fiecare și 2 travee laterale, de acces, de 15 m deschidere.
La 17 aprilie 1919, trupele române au aruncat podul în aer, după eșecul intervenției militare franceze în sudul Rusiei⁠(en)[traduceți] în timpul Războiului Civil Rus și retragerea trupelor franceze și românești în spatele Nistrului, la Tighina. Distrugerea sa a vizat traveea de acces de 15 m și traveea de 86 de m dinspre malul românesc, precum și traveea de acces dinspre malul transnistrean.

### Podul provizoriu interbelic
În 1934, după reluarea relațiilor diplomatice între Regatul României și URSS, s-a decis reluarea legăturilor feroviare între rețeaua C.F.R. și cea sovietică⁠(en)[traduceți], prin restabilirea conexiunii între Tighina și Tiraspol. Conform hotărârilor unei conferințe convocate la Moscova în luna ianuarie 1935, consfințite prin semnarea la 8 februarie două convenții (una generală și una specială), s-a decis ca punctul de joncțiune dintre rețelele feroviare română și rusă să fie în axul primei pile centrale dinspre malul drept al Nistrului, lucrările de restabilire a circulației și costurile ulterioare de întreținere urmând să fie suportate de fiecare parte, independent.
Dat fiind că edificarea unui tablier definitiv de partea românească ar fi durat mai mult, la conferința de la Moscova s-a optat pentru construcția unui pod provizoriu, care, să înlocuiască porțiunile distruse ale vechiului pod și care, să susțină o cale de comunicație feroviară cu ecartament dublu, atât larg (pentru trenurile sovietice) cât și normal (pentru trenurile românești), între cele două stații. Cu execuția podului a fost însărcinată din partea României Inspecția a II-a Poduri Focșani, lucrările începând la 12 martie 1935 sub conducerea șefului Biroului de Poduri din Cernăuți, inginerul H. Vogt (ajutat de inginerul G. Georgescu și de maestrul de atelier I. Lungu).
S-au edificat spre malul românesc două travee, care, să se conecteze cu cele două travee centrale rămase intacte. Cele două deschideri aveau 78 și respectiv 23 de m (în locul celor inițiale de 86 și respectiv de 15 m), cea mai lungă fiind edificată dintr-o travee bulonată de tip Roth-Waagner⁠(de)[traduceți] și cea dinspre mal din profile de tip Differdinger⁠(de)[traduceți] de 1m. O pilă provizorie (nouă) din beton, aflată între pila centrală și culeea dinspre malul românesc (rămase aproape intacte), au sprijinit noile grinzi. Tablierul nefiind suficient de larg, cele două căi s-au suprapus, cea cu ecartament normal fiind dezaxată cu 277 mm în amonte față de cea cu ecartament larg, aflată în axul podului provizoriu.

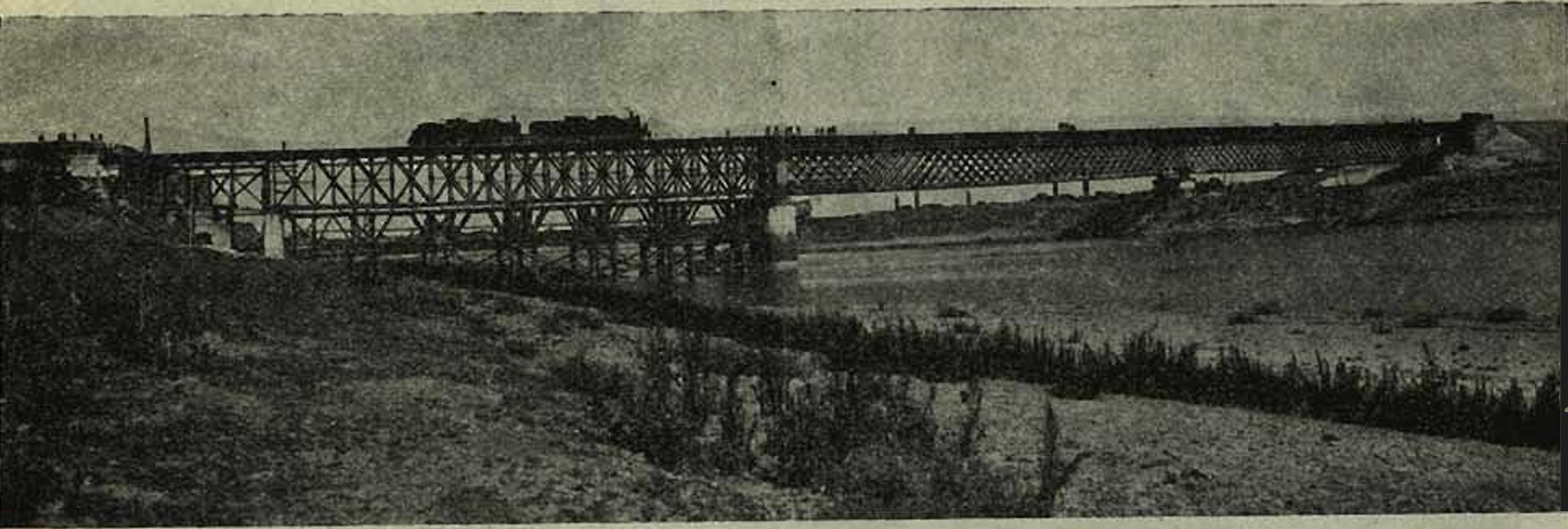
Podul provizoriu la 4 septembrie 1935.

Lucrările (executate în regie directă cu excepția pilei de beton, executată în antrepriză) au fost finalizate în luna septembrie 1935, din totalul celor 402,1 tone de structuri metalice, 63 de tone de material Roth-Waagner fiind furnizate de către Waagner-Biro⁠(en)[traduceți] din Viena și restul fiind furnizat de către depozitul Atelierului de Poduri C.F.R de la Pitești (cu excepția aparatelor de reazem, livrate de Uzinele Reșița). Inaugurarea noii conexiuni de cale ferată dintre Tiraspol și Tighina s-a făcut la 18 cotombrie 1935.
A fost, de asemenea, proiectat un pod definitiv de către inginerii Alfred Pilder și Teofil Revici, care, ar fi urmat să aibă o deschidere de 85,4 m și tabilere de racordare de 15,8 m. În partea superioară acesta ar fi urmat să aibă o cale ferată dublă și în partea inferioară o cale carosabilă de 5,5 m lățime. Structura, de 1150 de tone, ar fi urmat să fie comandată la Uzinele Reșița.
În timpul retragerii Armatei României din Basarabia în 1940 s-au luat măsuri speciale, ca podul să nu fie distrus. Acesta nu a supraviețuit însă, anului 1941.